# Opius harmonicus
Opius harmonicus är en stekelart som beskrevs av Fischer 1964. Opius harmonicus ingår i släktet Opius och familjen bracksteklar. Inga underarter finns listade i Catalogue of Life.